# Râul Izvorul Negoiului
Râul Izvorul Negoiului sau Râul Negoiu este unul din cele două brațe care formează râul Topolog. 